# Rhopalomyia truncula
Rhopalomyia truncula är en tvåvingeart som beskrevs av Foote 1965. Rhopalomyia truncula ingår i släktet Rhopalomyia och familjen gallmyggor.
Artens utbredningsområde är Kalifornien. Inga underarter finns listade i Catalogue of Life.